# Šuňava
Šuňava (Hongaars: Szépfalu, Duits: Schönau) is een Slowaakse gemeente in de regio Prešov, en maakt deel uit van het district Poprad.
Šuňava telt 1.934 inwoners.